# Rapallo
Rapallo is een stad in de Italiaanse regio Ligurië, in de provincie Genua. De stad ligt aan de Golf van Tigullio. Het is de zesde plaats qua grootte van de regio Ligurië na de vier provinciehoofdsteden en Sanremo.
Rapallo is in het bezit van een grote jachthaven en een klein strand. Het stadscentrum is kleurig opgeschilderd zoals kenmerkend is voor de plaatsen aan dit deel van de Middellandse Zeekust. Het belangrijkste en meest in het oog springende monument van de stad is het in zee gelegen Castello uit de 15de eeuw.
Vanuit de stad kan met een kabelbaan in zeven minuten het 800 meter hoger gelegen Santuario di Montallegro bereikt worden met uitzicht over de Golf van Tigullio.
In 1922 werd in Rapallo het Verdrag van Rapallo tussen Duitsland en de Sovjet-Unie gesloten.

## Geboren
- Sebastiano Nela (1961), voetballer

## Foto's

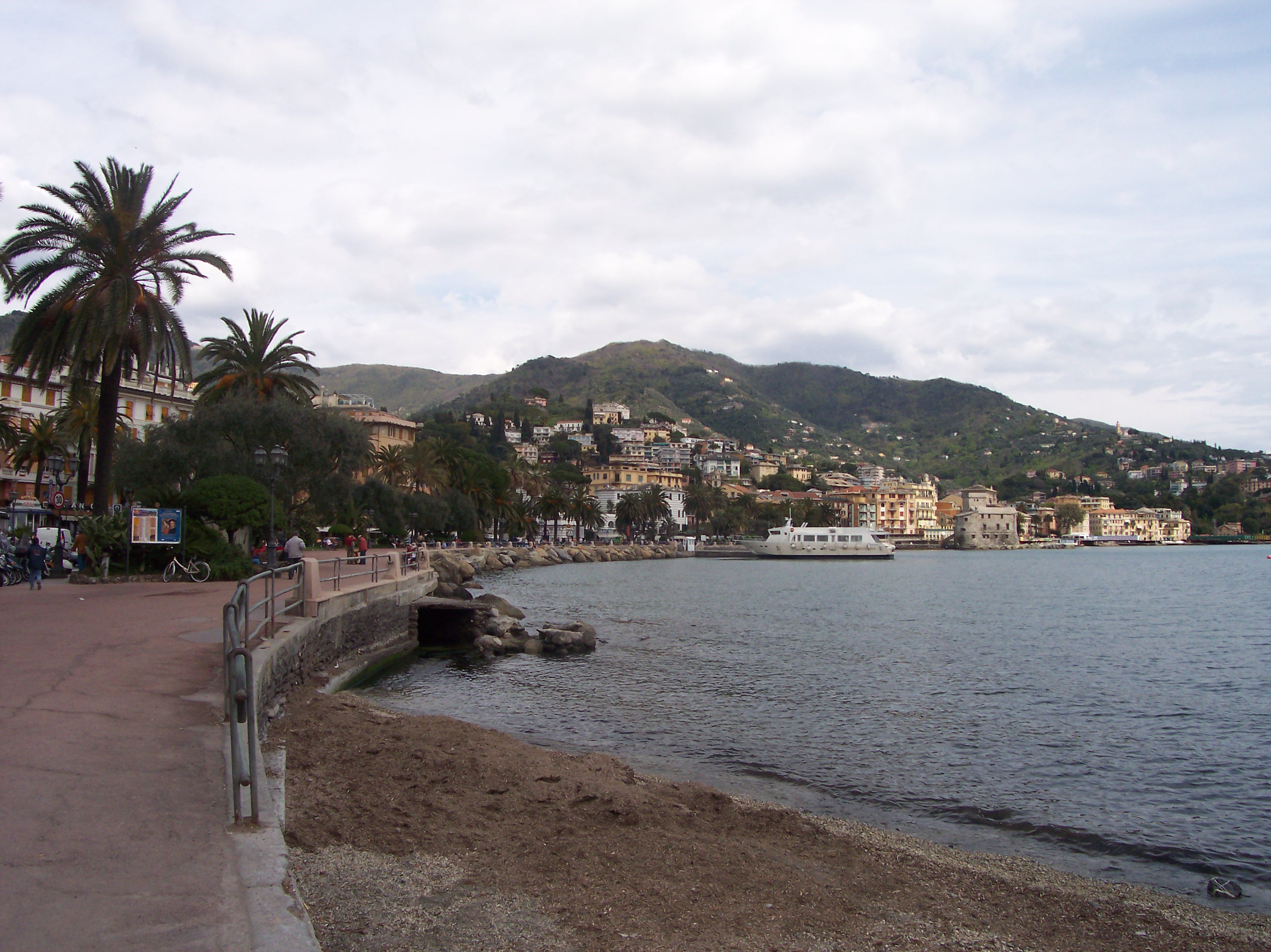
Rapallo
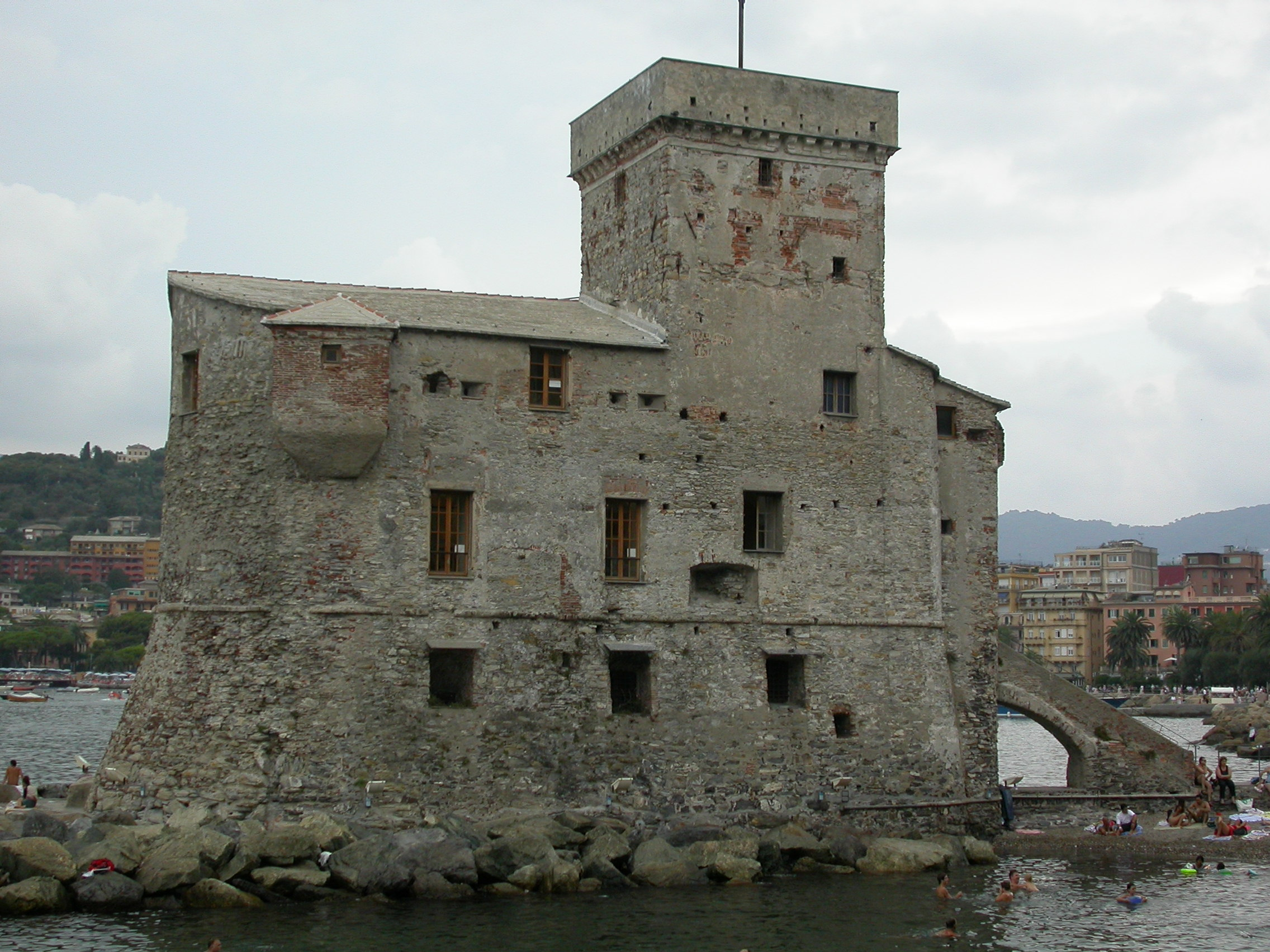
Kasteel Rapallo
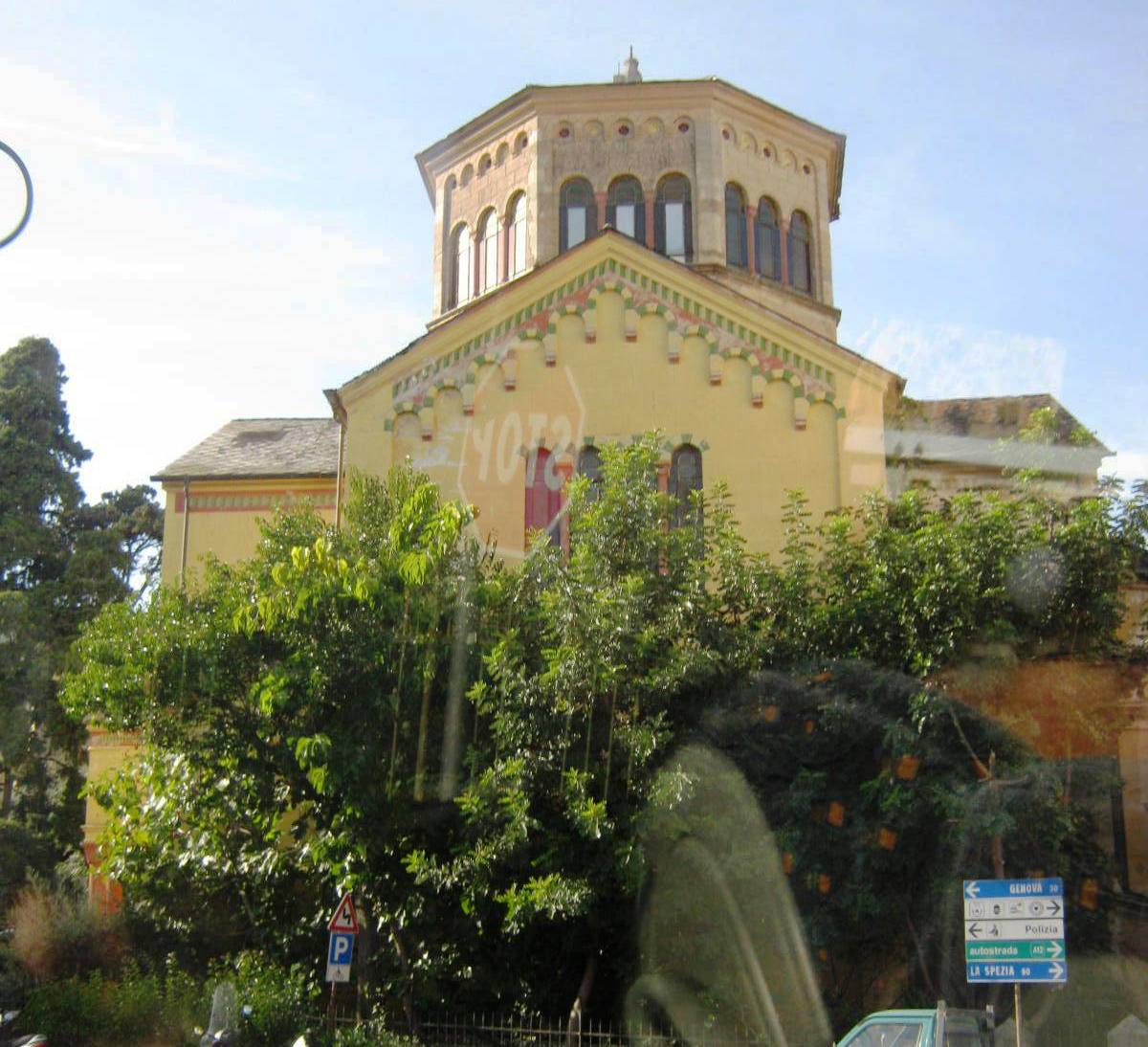
Anglicaanse kerk St.George